# John Dillon
John Desmond Dillon (24 de março de 1921 — 17 de outubro de 1988) foi um velejador britânico, medalhista olímpico. Ele competiu nos Jogos Olímpicos de Verão de 1956 na classe 5.5 Metre e conquistou a medalha de prata a bordo do Vision, ao lado de Robert Perry, David Bowker e Neil Kennedy-Cochran-Patrick.
Dillon era médico e foi condecorado como Membro da Ordem do Império Britânico em 1941 por resgatar um menino de uma casa bombardeada. Ele ingressou no Royal Army Medical Corps do Exército Britânico durante a Segunda Guerra Mundial, onde foi promovido a tenente em novembro de 1942. Em maio de 1952, ele recebeu a Cruz de Serviço Distinto por seus serviços durante a Guerra da Coreia. Ele ocupou o posto de capitão da Royal Marines. A partir de 19 de outubro de 1971, serviu com o posto de major no Honorável Corpo de Cavalheiros de Armas .